# Cotana unistrigata
Cotana unistrigata är en fjärilsart som beskrevs av George Thomas Bethune-Baker 1904. Cotana unistrigata ingår i släktet Cotana och familjen Eupterotidae. Inga underarter finns listade i Catalogue of Life.